# Роговичівська сільська рада
Рого́вичівська сільська́ ра́да — колишня адміністративно-територіальна одиниця та орган місцевого самоврядування в Полонському районі Хмельницької області. Адміністративний центр — село Роговичі.

## Загальні відомості
Роговичівська сільська рада утворена в 1923 році.
- Територія ради: 2,596 км²
- Населення ради: 750 осіб (станом на 2001 рік)
- Водоймища на території, підпорядкованій даній раді: річка Хоморець

## Населені пункти
Сільській раді підпорядковані населені пункти:
- с. Роговичі
- с. Сягрів
- с. Червоне

## Склад ради
Рада складається з 12 депутатів та голови.
- Голова ради: Козак Леонід Олексійович
- Секретар ради: Ладюк Лідія Іванівна

### Керівний склад попередніх скликань
| Прізвище, ім'я, по батькові | Основні відомості                                                 | Дата обрання | Дата звільнення |
| --------------------------- | ----------------------------------------------------------------- | ------------ | --------------- |
| Шеремет Тамара Вікторівна   | Сільський голова, 1967 року народження, позапартійна              | 26.03.2006   | 31.10.2010      |
| Козак Леонід Олексійович    | Сільський голова, 1960 року народження, освіта вища, безпартійний | 31.10.2010   |                 |

Примітка: таблиця складена за даними сайту Верховної Ради України

### Депутати
За результатами місцевих виборів 2010 року депутатами ради стали:

#### За суб'єктами висування
| Суб'єкт висування | Кількість обраних депутатів | %    |
| ----------------- | --------------------------- | ---- |
| Самовисування     | 11                          | 91,7 |
| Партія регіонів   | 1                           | 8,3  |

#### За округами
| № округу        | Прізвище, ім'я, по батькові    | Дата визнання обраним | Освіта             | Партійна приналежність | Відомості про обраного депутата                            |
| --------------- | ------------------------------ | --------------------- | ------------------ | ---------------------- | ---------------------------------------------------------- |
| Партія регіонів |                                |                       |                    |                        |                                                            |
| 1               | Ладюк Лідія Іванівна           | 03.11.2010            | вища               | позапартійна           | Роговичівська сільська рада, секретар                      |
| Самовисування   |                                |                       |                    |                        |                                                            |
| 2               | Іщенко Тетяна Сергіївна        | 03.11.2010            | вища               | позапартійна           | тимчасово не працює                                        |
| 3               | Козоріз Тетяна Іванівна        | 03.11.2010            | вища               | позапартійна           | тимчасово не працює                                        |
| 4               | Яремчук Лариса Василівна       | 03.11.2010            | вища               | позапартійна           | загальноосвітня школа І-ІІ ст. с. Червоне, вчитель історії |
| 5               | Кондрова Майя Василівна        | 03.11.2010            | середня            | позапартійна           | Роговичівська сільська рада, соціальний працівник          |
| 6               | Варюхіна Тетяна Василівна      | 03.11.2010            | середня            | позапартійна           | Соціальна відпустка                                        |
| 7               | Новосад Тетяна Іванівна        | 03.11.2010            | середня            | позапартійна           | тимчасово не працює                                        |
| 8               | Голота В'ячеслав Станіславович | 03.11.2010            | середня            | позапартійний          | Черніївський сільський клуб, зав.клубом                    |
| 9               | Голодюк Олена Андріївна        | 03.11.2010            | середня спеціальна | позапартійна           | Роговичівська відділення зв'язку, листоноша                |
| 10              | Голота Тамара Онисимівна       | 03.11.2010            | середня спеціальна | позапартійна           | Роговичівська сільська рада, головний бухгалтер            |
| 11              | Низовець Оксана Петрівна       | 03.11.2010            | середня спеціальна | позапартійна           | тимчасово не працює                                        |
| 12              | Аврамчук Володимир Іванович    | 03.11.2010            | середня спеціальна | позапартійний          | пенсіонер                                                  |